# Tarja Halonen

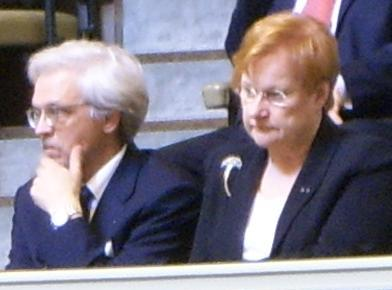
Halonen med maken Pentti Arajärvi i Finlands riksdag.

Tarja Halonens heraldiska vapen (här i utförande som ledamot av Serafimerorden).

Tarja Kaarina Halonen, född 24 december 1943 i Helsingfors, är en finländsk socialdemokratisk politiker. Åren 2000–2012 var hon Finlands president. Hon var landets första kvinnliga president.

## Biografi

### Bakgrund
Tarja Halonen växte upp i Berghäll, som på den tiden var en arbetarstadsdel.
Halonen blev juris kandidat 1968 och blev medlem i Finlands Socialdemokratiska Parti. Åren 1969–1970 var hon socialpolitisk sekreterare och generalsekreterare vid Finlands studentkårers förbund. Därefter tjänstgjorde hon 1970–1974 som jurist vid Finlands Fackförbunds Centralorganisation, varefter hon 1974–1975 verkade som riksdagssekreterare för Finlands statsminister Kalevi Sorsa.
Egna politiska uppdrag fick Tarja Halonen från 1977, då hon tillträdde som ledamot av Helsingfors stadsfullmäktige. Hon fortsatte i den rollen ända fram till 1996, parallellt med att hon åren 1979–2000 även var riksdagsman.
Halonen var med i grundande av Sexpo och blev senare Setas ordförande för ett par år under 1980-talet.

### Riksdags- och regeringsuppdrag
Kopplat till sitt riksdagsarbete var Halonen 1984–1987 ordförande i riksdagens socialutskott. Därefter utnämndes hon 1987 till social- och hälsovårdsminister.
1989 utökades Halonens ministeruppgifter med den som minister för nordiskt samarbete, en position hon innehade fram till 1991. 1990 avslutade hon sitt ministeruppdrag inom social- och hälsovårdsministeriet och tillträdde istället rollen som Finlands justitieminister; detta uppdrag innehades dock endast ett år, fram till 1991.
1995 tillträdde Tarja Halonen återigen som minister, denna gång på den tunga posten som utrikesminister. Hon kom att inneha denna post i fem års tid, fram till 2000.

### Finlands president
År 2000 valdes Halonen till president efter Martti Ahtisaari. Hon återvaldes 2006 och kom alltså att inneha presidentposten i 12 år. (Efter Urho Kekkonen begränsades högsta antalet på varandra följande mandatperioder till två.)
Presidentvalet 2006
Halonen meddelade i maj 2005 att hon ställde upp för omval i presidentvalet år 2006. Hon tippades redan från början som vinnare eftersom hon hade ett brett stöd. Trots att hon i flera tidiga opinionsundersökningar hade en betryggande ledning på över 50 procent fick hon inte mer än 1 397 030 röster (46,31 procent) i valets första omgång den 15 januari 2006. Det blev således en andra valomgång mellan henne och den första valomgångens tvåa, Sauli Niinistö, den 29 januari. Halonen vann den andra valomgången med 1 630 980 röster, vilket var 51,8 procent mot Niinistös 48,2 procent.

### Familj
Tarja Halonen är dotter till svetsaren Vieno Olavi Halonen och Lyyli, född Loimola. Hon har en vuxen dotter från ett äktenskap under 1970-talet. Sedan år 2000 är hon gift med Pentti Arajärvi.

## Hedersdoktortnämningar
- 2000 Helsingfors universitet, juridiska fakulteten
- 2001 Helsingfors handelshögskola
- 2002 Kvinnouniversitetet Ewha, Seoul, Sydkorea
- 2002 University of Kent, Canterbury, Storbritannien
- 2002 Beijing Forestry University, Peking, Kina
- 2003 Finlandia University, Hancock, Michigan, USA
- 2003 Åbo universitet, juridiska fakulteten
- 2004 Universidad India y Caribeña de Bluefields, Bluefields, Nicaragua
- 2004 Tartu universitet, Tartu, Estland
- 2005 Jerevans statliga universitet, Jerevan, Armenien
- 2009 Umeå universitet, humanistiska fakulteten